# الدوري الإيطالي 1936–37
الدوري الإيطالي الدرجة الأولى 1936–37 (بالإيطالية: Serie A 1936-1937)‏ هو موسم من الدوري الإيطالي الدرجة الأولى. أقيم خلال الفترة 13 سبتمبر 1936 وحتى 16 مايو 1937، وفاز فيه نادي بولونيا.